# Кутарбитка
Кутарбитка — село в Тобольском районе Тюменской области на берегу одноимённой реки, административный центр в сельского поселения Кутарбитское. 
В селе имеется средняя школа и дом культуры.  
Улицы: Советская, Молодёжная, Полевая, Заречная, Строителей, Школьная, Северная, Мира; переулки: Зелёный  и Луговой. 
С селом имеется автобусное сообщение. 
| 2010 |
| ---- |
| 561  |